# Fritz Wagener
Fritz Wagener (* 7. Juli 1895 in Braunschweig; † 13. März 1965 in Düsseldorf) war ein deutscher Politiker (SPD).
Wagener war von Beruf Kaufmann. Im Jahr 1946 war er Mitglied des Ernannten Braunschweigischen Landtages.